# En la alcoba del sultán
En la alcoba del sultán es una película hispano-francesa de comedia dramática de 2024, escrita y dirigida por Javier Rebollo. Está protagonizada por Félix Moati y Pilar López de Ayala. Se estrenó en el Festival Cinespaña de Toulouse el 7 de octubre de 2024, y luego se estrenó en cines españoles el 15 de noviembre de 2024, con distribución de Sideral Cinema.

## Trama
En 1901, el aventurero y operador de los hermanos Lumière, Gabriel Veyre (Félix Moati), desembarca en el País de Nour con un contrato de tres meses para introducir al Venerable Sultán en los misterios del cinematógrafo.

## Reparto
- Félix Moati como Gabriel Veyre
- Pilar López de Ayala
- Ilíes Kadri
- Jan Budar
- Farouk Saïdi

## Producción
La idea de En la alcoba del sultán nació cuando Javier Rebollo conoció a Philippe Jacquier, un herededor de Gabriel Veyre, quien le proporcionó acceso a los archivos de Veyre. Originalmente, el rodaje de la película comenzó en la ciudad de Fez en Marruecos, donde la película había sido escrita; sin embargo, las autoridades locales de la ciudad cancelaron el rodaje a los tres días, debido a que no permitían hacer allí una ficción sobre un sultán marroquí, y el equipo rodó en su lugar en Túnez. El rodaje de la película concluyó en julio de 2023. Aunque se desconoce el presupuesto completo de la cinta, ésta recibió 160.017 euros procedentes de las ayudas generales del ICAA.

## Lanzamiento y marketing
En la alcoba del sultán tuvo su estreno mundial en el Festival Cinespaña de Toulouse en Francia el 7 de octubre de 2024. En agosto de 2024, se anunció que la película tendría su estreno en España en la Seminci. El 22 de octubre de 2024, Sideral Cinema lanzó el tráiler de la película y programó su estreno en cines españoles para el 15 de noviembre de 2024.